# مایکل سینترنیکلاس
مایکل سینترنیکلاس (انگلیسی: Michael Sinterniklaas) (زاده ۱۳ اوت ۱۹۷۲ میلادی) فیلم‌نامه‌نویس و صداپیشه اهل آمریکا است.